# Ioulís
Ioulís ou Ioulída (grec moderne : Ιουλίς, Ιουλίδα), appelée localement Chóra (Χώρα), est la capitale de l'île grecque de Kéa dans les Cyclades.
Avant 1976, le village s'appelait officiellement Kéa et a été renommé du nom de la ville antique sur le site de laquelle il est bâti.